# Euserica segurana
Euserica segurana är en skalbaggsart som beskrevs av Brenske 1897. Euserica segurana ingår i släktet Euserica och familjen Melolonthidae. Inga underarter finns listade i Catalogue of Life.